# Ahsen

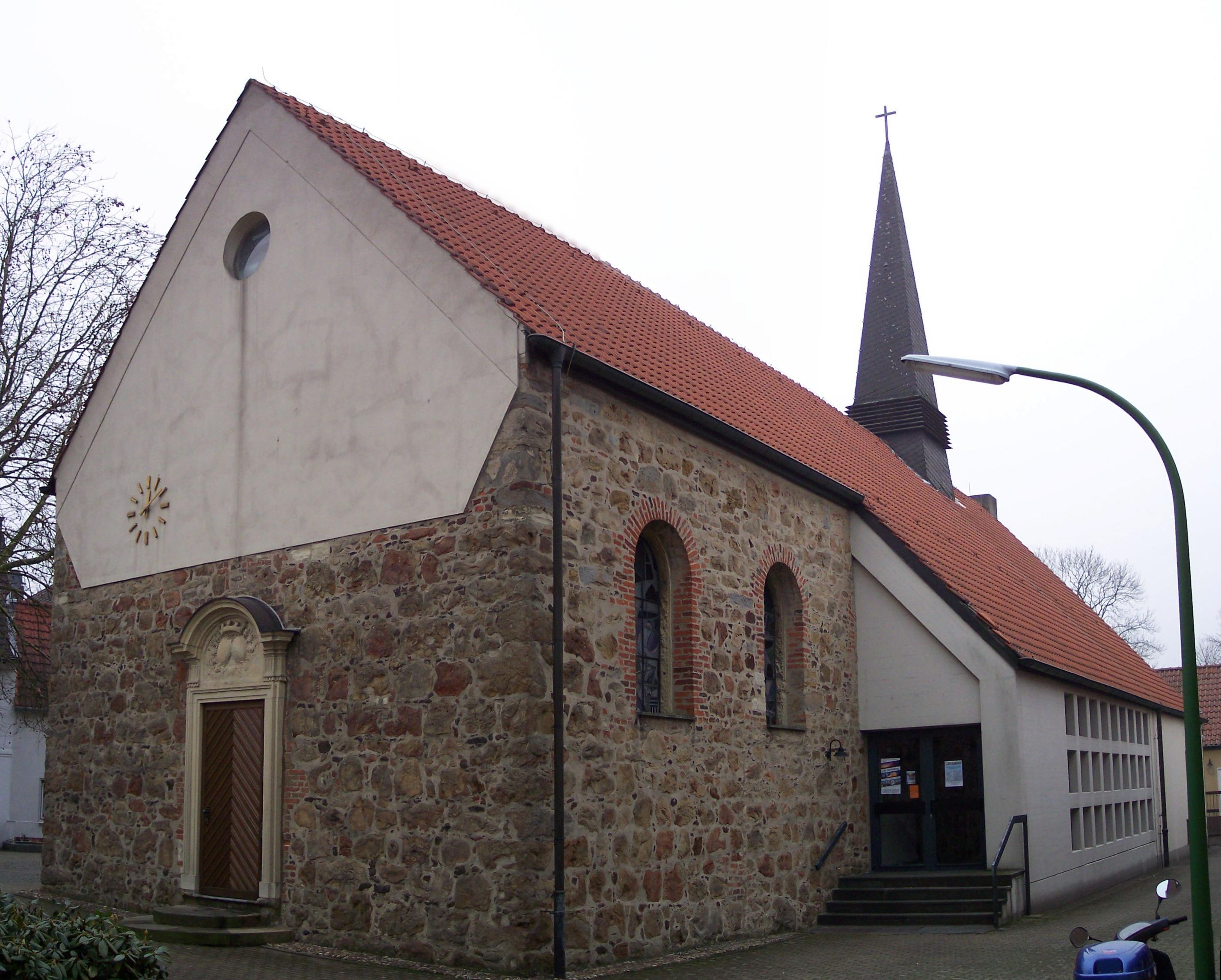
Kirche St. Marien

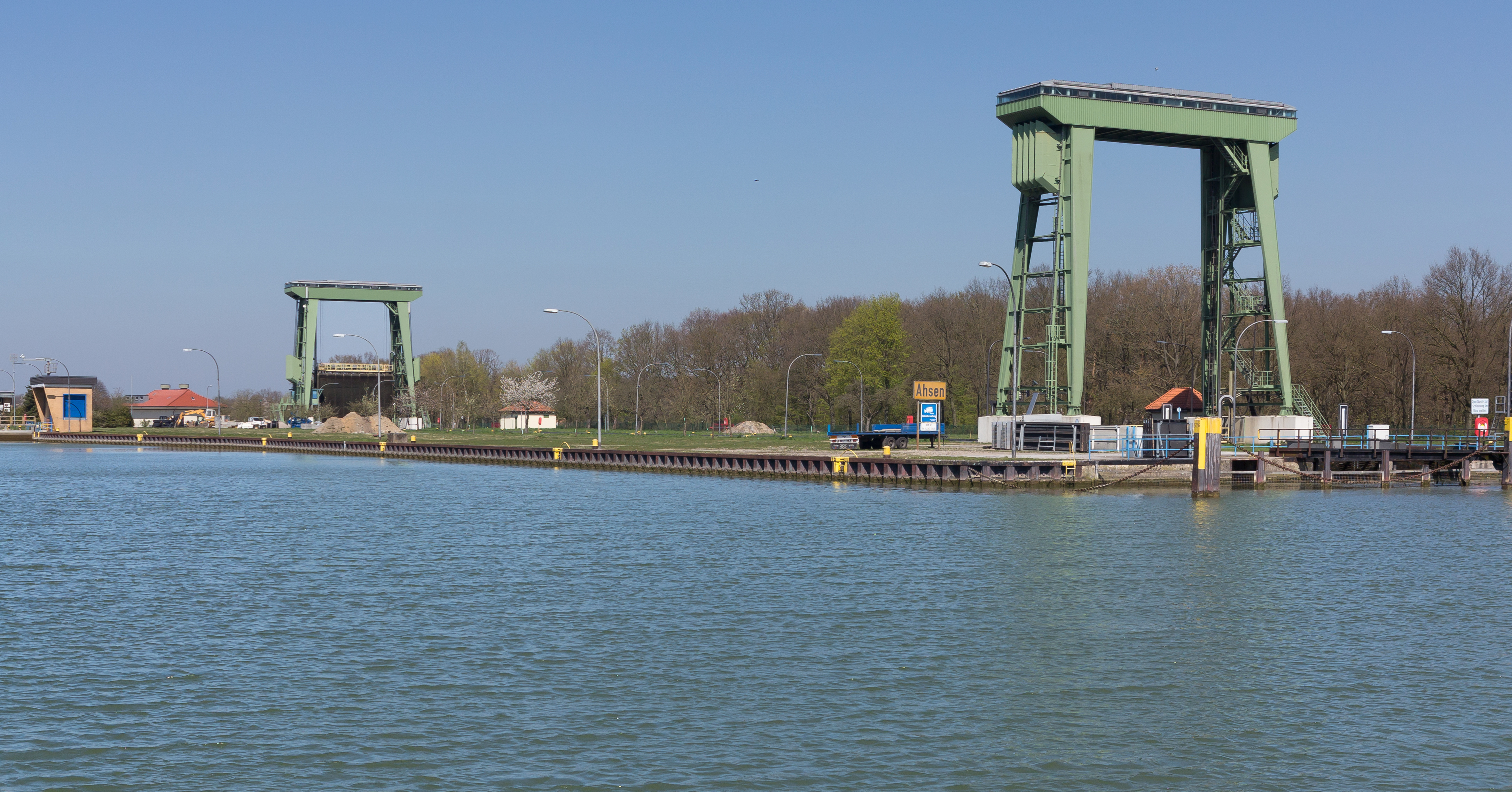
Schleuse Ahsen

Ahsen ist ein Stadtteil der Stadt Datteln im Kreis Recklinghausen. Der Ort liegt zwischen dem Wesel-Datteln-Kanal und der Lippe, östlich der Haard.

## Geschichte
Der Ort wurde zuerst im 13. Jahrhundert im Zusammenhang mit der Kirchengründung und einer Lippefähre erwähnt. 
Außerhalb des Dorfes, am Heidgartenweg, besteht ein jüdischer Friedhof, der von 1824 bis spätestens 1875 genutzt wurde. Ein Gedenkstein erinnert daran. Grabsteine sind nicht mehr vorhanden.
Seit Anfang des 19. Jahrhunderts gehörte die Landgemeinde zum Amt Datteln; im Zuge der kommunalen Neugliederung wurde der Ort am 1. Januar 1975 nach Datteln eingemeindet.
Im Jahr 1817 hatte Ahsen 602 Einwohner und 815 im Jahr 1927. 2013 waren es 1107 Einwohner.

## Infrastruktur
In Ahsen gibt es eine Doppelschleuse, die Schleuse Ahsen, und den Fußballverein SV Borussia Ahsen e. V. Die Grundschule Ahsen wurde mit Ablauf des Schuljahres 2012/13 wegen sinkender Schülerzahlen geschlossen.

## Verkehr
Der Stadtteil ist über Anschlussstellen in Recklinghausen und Castrop-Rauxel an die A 2 angebunden. Des Weiteren sind über die L 612 die A 43 und A 52 erreichbar. Von Ahsen aus können die Bundesstraßen B 235 und B 58 in wenigen Minuten erreicht werden. Die neugebaute Lippebrücke wurde 2023 eröffnet und verbindet den Kreis Recklinghausen mit dem Kreis Coesfeld. Die zweispurige Brücke hat eine Fahrspur für Radfahrer, welche auch von Fußgängern passiert werden kann. Der Neubau wurde hälftig vom Kreis Recklinghausen und Kreis Coesfeld finanziert.
Die VRR-Buslinie 288 der Vestischen Straßenbahnen verbindet Ahsen mit Datteln und Haltern am See.
| Linie | Verlauf | Takt (Mo–Fr) |
| ----- | --- | ------------ |
| 288   | Haltern am See Bf – Haltern am See Kärntner Platz – Hamm-Bossendorf – Örter Pütt – Flaesheim – Ahsen – Bauerschaft Klostern – Datteln Bus Bf | 60 min       |

## Ahsener Heimatlied
Das Ahsener Heimatlied Mein Gruß dir, Ahsen dichtete und komponierte der Lehrer Peter Klein, der von 1898 bis 1904 an der Volksschule Ahsen unterrichtete.